# COVIran Barekat
La COVIran Barekat és una vacuna contra la COVID-19 desenvolupada per Shifa Pharmed Industrial Co a l'Iran.
S'ha provat amb èxit en animals i ha estat aprovat per l'Iran Food and Drug Administration per a proves en humans. L'assaig clínic de fase 2/3 (II / III) va començar el 13 de març de 2021 i els primers participants van ser inoculats el 29 de març. Finalment, la llicència de consum de vacunes es va emetre el 13 de juny de 2021. Al voltant de 650 persones van treballar en tres torns durant tot el dia per desenvolupar la vacuna.
La iraniana Dra. Minoo Mohraz ha estat seleccionada com a líder del "projecte de vacuna contra el Corona a l'Iran". Mohraz és una metgessa, científica i especialista en sida. És professora titular (emèrita) de malalties infeccioses a la Universitat de Ciències Mèdiques de Teheran i cap del Centre iranià per al VIH/SIDA. El Dr. Mohraz també ha estat membre de l'Organització Mundial de la Salut com a expertz en VIH/SIDA a l'Iran i la Mediterrània oriental.

## Autoritzacions
Autorització plena
     Autorització d'emergència
     Permesa per viatges
Emergència (2)
1. Iran[11]